# Fejlslagen stat
Fejlslagen stat er en stater, der politisk, socialt, militært eller økonomisk (eller en kombination af disse faktorer) er ude af stand til at stå på egne ben. Ofte anvendes begrebet i forhold til tidligere kolonier, der typisk blev skabt ved diverse konferencer blandt kolonimagterne uden hensyntagen til det geografiske områdes sociale, religiøse, etniske og økonomiske sammenhængskraft. Typiske eksempler kunne være Sudan, der senere er delt i 2 selvstændige lande.
Begrebet "fejlslagen stat" er ikke fast defineret, men anvendes typisk indenfor statsvidenskab og politik i løsere betydninger.
I nyere tid (primært efter opløsningen af Sovjetunionen i 1991 samt finanskrisen i 2008-10) er begrebet også populært og politisk brugt om visse europæiske lande.
Det bedste eksempler er Tjekkoslovakiet, der efter folkeafstemning og fredeligt deltes i de 2 lande Tjekkiet og Slovakiet.
Desuden er begrebet brugt om fx Italien, der økonomisk, kulturelt og socialt har meget store forskelle mellem nord og syd og ikke i sin 150-årige eksistens har været i stand til at overvinde disse. Efter finanskrisen 2008-10 blev begrebet også brugt om Grækenland pga. landets manglende evne efter sin dannelse i 1824 til at skabe en bæredygtig økonomi og erhvervsstruktur.
Begrebet bruges typisk kun om "nye" lande - dvs. lande skabt efter Napoleonskrigene.
| Samfund | Spire Denne samfundsartikel er en spire som bør udbygges. Du er velkommen til at hjælpe Wikipedia ved at udvide den. |